# Thomas Schippers
Thomas Schippers (Portage, 9 marzo 1930 – New York, 16 dicembre 1977) è stato un direttore d'orchestra statunitense, attivo soprattutto nel repertorio teatrale.

## Biografia
Nato il 9 marzo 1930 nella piccola città di Portage (distante qualche chilometro da Kalamazoo), nel Michigan, Thomas fu il terzo dei quattro figli di Agnes Nanninga e Peter Schippers. All'epoca suo padre possedeva un negozio di elettrodomestici.
Tommy sin da piccolo possedeva una bella voce intonata. Cominciò a prendere lezioni di pianoforte all'età di quattro anni, con l'insegnante Ilah Decker. A sei anni diede il suo primo, piccolo recital e iniziò anche a studiare l'organo con il direttore della chiesa di St. Luke in Kalamazoo. Ma non abbandonava anche il suo fermo proposito di studiare canto, passione quest'ultima che gli si affiancherà nel corso della sua carriera di direttore. Non frequentò alcun corso regolare di canto, tuttavia lo praticava a livello semiprofessionale parallelamente alla sua principale attività di direttore, vestendo i panni di un vero e proprio baritono nel corso delle sue prove per gli allestimenti operistici in teatro e in studio.
Conseguì la licenza liceale alla Kalamazoo Central High School, all'età di soli quattordici anni. In seguito vinse una borsa di studio per il Curtis Institute of Music di Philadelphia, frequentò i corsi della Juilliard School of Music a New York e quelli dell'Università di Yale, dove studiò composizione con Paul Hindemith.
Nel 1948 ottenne il secondo premio ad un concorso per giovani direttori presso la Philadelphia Orchestra. Poco dopo, a New York, insieme ad altri musicisti suoi coetanei, fondò la compagnia teatrale Lemonade Opera. Il nome della compagnia derivava dall'abitudine di servire limonata durante gli intervalli delle rappresentazioni. Malgrado la giovane età dei musicisti, e i pochi fondi di cui disponevano per allestire gli spettacoli, la compagnia si distinse per l'elevata qualità delle rappresentazioni.
Accompagnando un cantante a un'audizione, ebbe modo di conoscere il compositore Gian Carlo Menotti. Insieme a Menotti, del quale diresse molte opere, avrebbe poi fondato il Festival dei Due Mondi.
Nel 1951 dirige Il console di Menotti con Patricia Neway, Cornell MacNeil e George Gaynes al Cambridge Theatre di Londra e la prima assoluta di "Amahl and the Night Visitors" di Menotti con Melissa Hayden e Glen Tetley per la televisione NBC.
Nel 1952 dirige "The Old Maid and Thief" di Menotti al New York City Center per la New York City Opera, "The Consul" al Grand Théâtre di Ginevra, le prime rappresentazioni al Théâtre des Champs-Élysées di Parigi di "Le consul" con la Neway e la ripresa televisiva nell'Opera Television Theater della NBC di New York di "Amahl and the Night Visitors" di Menotti.
Nel 1954 dirige la prima assoluta di "The Tender Land" di Aaron Copland con Norman Treigle al New York City Center e la prima assoluta di The Saint of Bleecker Street con Richard Cassilly per la New York City Opera.
Al Teatro alla Scala di Milano nel maggio 1955 dirige "The Saint of Bleecker Street" e in ottobre dirige due concerti con Arthur Rubinstein.
Nel 1955 fu nominato direttore stabile al Metropolitan Opera House di New York dove in dicembre debutta col Don Pasquale con Fernando Corena e Roberta Peters. Lo stesso anno vinse il “Tony Award” e fu tra gli assegnatari del premio “Ten Outstanding Young Men” (consegnatogli dall'allora vicepresidente Richard Nixon). Ancora al Met nel 1956 dirige Les contes d'Hoffmann, La bohème con Daniele Barioni, nel 1957 Carmen con Richard Tucker, nel 1958 Lohengrin con Lisa Della Casa, nel 1959 Un ballo in maschera con Antonietta Stella, Tucker e Robert Merrill, nel 1960 Der fliegende Holländer con Leonie Rysanek e Giorgio Tozzi, La forza del destino con Leonie Rysanek, Tucker, Ettore Bastianini e Cesare Siepi e Nabucco con MacNeil, Leonie Rysanek, Rosalind Elias e Siepi, nel 1962 Ernani con Franco Corelli e Leontyne Price ed Il barbiere di Siviglia con Giulietta Simionato, nel 1963 Manon di Massenet con Anna Moffo ed Il trovatore, nel 1964 The Last Savage di Menotti con Teresa Stratas, Eugene Onegin con Leontyne Price, Der Rosenkavalier con Elisabeth Schwarzkopf e l’Otello con Rajna Kabaivanska, nel 1965 La dama di picche, Don Carlo con Grace Bumbry e L'elisir d'amore con Mirella Freni, nel 1966 Antony and Cleopatra di Samuel Barber con Leontyne Price, l’Elettra di Strauss con Birgit Nilsson e l’Aida con Gabriella Tucci, nel 1968 Luisa Miller con Montserrat Caballé e Sherrill Milnes, nel 1971 Die Meistersinger von Nürnberg, nel 1974 Boris Godunov e nel 1975 L'assedio di Corinto con Beverly Sills e Shirley Verrett. Il maestro diresse in tutto 341 rappresentazioni al Met.
La prima edizione del Festival dei Due Mondi ebbe luogo a Spoleto nell'estate del 1958. Nel 1964 dirige la prima rappresentazione nel Teatro Caio Melisso del Rosenkavalier.
Ancora alla Scala nel 1958 dirige due concerti con Maurizio Pollini, nel 1961 Medea di Cherubini con Maria Callas, la Simionato e Nicolaj Ghiaurov, nel 1962 la prima assoluta di Atlantida di Manuel de Falla con la Simionato e la Stratas, nel 1969 L'assedio di Corinto con Marilyn Horne e la Sills e nel 1976 sei concerti ed Il barbiere di Siviglia con Enzo Dara, Frederica von Stade e Hermann Prey.
Nel 1963 dirige Die Meistersinger von Nürnberg con Wolfgang Windgassen ed Anja Silja al Bayreuther Festspiele.
Sebbene notoriamente omosessuale, il giorno 17 aprile 1965 Thomas Schippers sposò nella chiesa cattolica di Corpus Christi a Manhattan Elaine Lane Phipps, detta "Nonie", una giovane, bella e colta ereditiera dalle ricchezze immense (le due principali imprese della sua famiglia erano la Carnegie Steel e la Grace Shipping Line). Negli anni antecedenti il matrimonio, la cronaca rosa riportava la notizia di una relazione tra il maestro e l'attrice statunitense Lauren Bacall, notizia smentita poi dallo stesso Schippers, che dichiarò che fra loro vi era solo un rapporto di amicizia.
Nel settembre 1966, al Lincoln Center di New York, Schippers inaugurò la nuova sede del Metropolitan dirigendo Antony and Cleopatra di Samuel Barber.
Al Teatro La Fenice di Venezia nel 1967 dirige un concerto, nel 1968 due concerti nella Sala dello Scrutinio del Palazzo Ducale, nel 1970 un concerto e nel 1972 il Requiem di Verdi con Katia Ricciarelli e la Traviata con la Sills.
Nel Teatro Comunale di Firenze nel 1968 dirige la ripresa del Trovatore con la Caballé, Tucker ed Ivo Vinco e nel 1976 la ripresa della Traviata con Alfredo Kraus.
Al Royal Opera House, Covent Garden di Londra nel 1968 dirige l’Elettra di Strauss con Amy Shuard.
Nel 1970 assunse la direzione stabile dell'Orchestra Sinfonica di Cincinnati che mantenne fino al 1977. Grazie all'agiatezza economica raggiunta negli anni precedenti, decise di devolvere lo stipendio interamente al fondo pensione dell'orchestra. Nel 1972 diresse la prima esecuzione assoluta nella Music Hall di Cincinnati della Sinfonia n. 4 per orchestra d'archi di Scott Huston.
Il 6 gennaio 1973 Nonie morì di cancro. Schippers non si sarebbe mai più risposato.
Nel 1976 fu nominato direttore dell'Orchestra dell'Accademia Nazionale di Santa Cecilia. Schippers, tuttavia, non assunse mai l'incarico. Nella primavera dello stesso anno, anzi, fu costretto a disdire molti dei suoi impegni, perché gravemente malato.

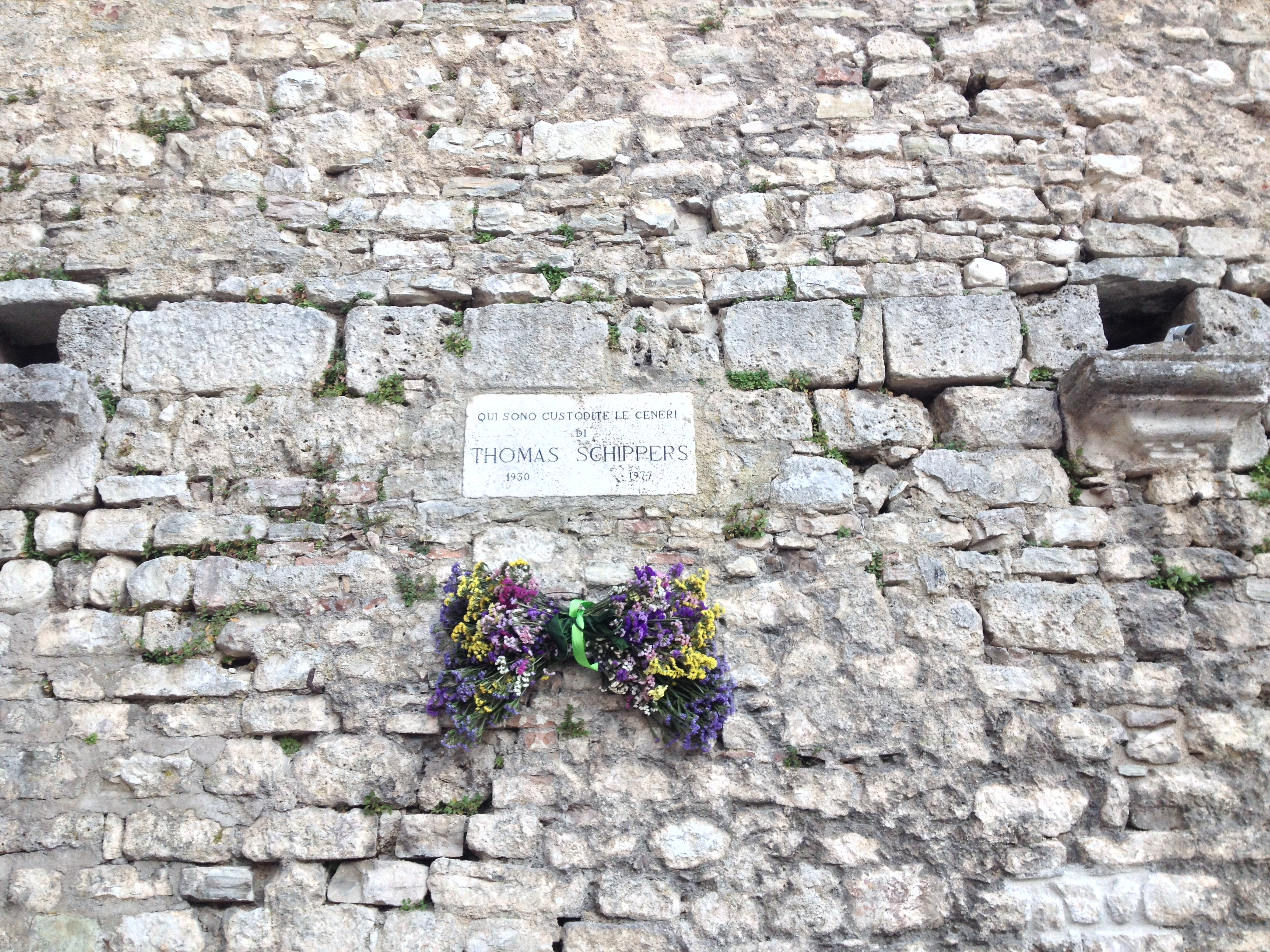
Lapide in Piazza Duomo a Spoleto, in ricordo del luogo dove sono custodite le ceneri di Thomas Schippers

Morì di cancro ai polmoni il 16 dicembre 1977, nella sua casa di Park Avenue a Manhattan. Per suo desiderio fu cremato il giorno seguente. Le sue ceneri sono tumulate in piazza Duomo a Spoleto, in un muro che si affaccia sulla piazza dove Schippers diresse numerosi concerti di chiusura del Festival dei Due Mondi e che il pubblico chiamava "la sua piazza" .

## Celebrazioni
Nel dicembre 2007, per il trentennale della morte, si è tenuto nella città di Spoleto il "Memorial Thomas Schippers - 30 years later" , con il patrocinio, tra gli altri, della Presidenza del Consiglio dei ministri, del Ministero per i beni culturali e ambientali e dell'Ambasciata degli Stati Uniti d'America. Il memorial ha previsto concerti celebrativi e una mostra monografica dedicata al maestro allestita presso il Teatro Nuovo "Gian Carlo Menotti" di Spoleto.

## Discografia
- Barber, Two Scenes from Antony and Cleopatra/Knoxville: Summer Of 1915 - New Philharmonia Orchestra/Leontyne Price, RCA
- Bizet, Carmen - Schippers/Resnik/Del Monaco, 1963 Decca
- Donizetti: Lucia di Lammermoor - London Symphony Orchestra/Beverly Sills/Carlo Bergonzi/Piero Cappuccilli/Justino Díaz/Thomas Schippers, Deutsche Grammophon
- Donizetti: L'elisir d'amore - Roberta Peters/Carlo Bergonzi/Fernando Corena/Thomas Schippers/Metropolitan Opera Orchestra, Sony
- Menotti: Amahl and the Night Visitors - Thomas Schippers/Andrew McKinley/Chet Allen/David Aiken/Rosemary Kuhlman, Sony
- Puccini: La Boheme - Mirella Freni/Nicolai Gedda/Mariella Adani/Mario Sereni/Thomas Schippers, 1964 EMI
- Puccini: La bohème - Licia Albanese/Carlo Bergonzi/Metropolitan Opera Orchestra/Thomas Schippers, Sony
- Rossini: L'assedio di Corinto - Beverly Sills/Marilyn Horne/Franco Bonisolli/Thomas Schippers, Opera d'Oro
- Verdi: Aida - Thomas Schippers/Metropolitan Opera Orchestra/Carlo Bergonzi/Leontyne Price/Grace Bumbry/Jerome Hines/Robert Merrill, Sony
- Verdi: Ernani - Carlo Bergonzi/Leontyne Price/Cornell MacNeil/Giorgio Tozzi/Thomas Schippers/Metropolitan Opera Orchestra, Sony
- Verdi: Luisa Miller - Montserrat Caballé/Richard Tucker/Sherrill Milnes/Giorgio Tozzi/Ezio Flagello/Thomas Schippers/Metropolitan Opera Orchestra, Sony
- Verdi: Il Trovatore - Orchestra e Coro del Teatro dell'Opera di Roma/Gabriella Tucci/Giulietta Simionato/Luciana Moneta/Thomas Schippers/Victor Olof, EMI Warner
- Verdi: Nabucco - Leonie Rysanek/Cornell MacNeil/Cesare Siepi/Eugenio Fernandi/Metropolitan Opera Orchestra/Thomas Schippers, Sony
- Verdi: La forza del destino - Leontyne Price/Thomas Schippers, 1965 Sony RCA
- Wagner: Die Meistersinger von Nürnberg - Thomas Schippers/James King (tenore)/Ezio Flagello/Metropolitan Opera Orchestra/Pilar Lorengar/Theo Adam, Sony